# Verbesina pseudoclaussenii
Espèce
Statut de conservation UICN

 VU D2 : Vulnérable
Verbesina pseudoclaussenii est une espèce de plantes à fleurs de la famille des Asteraceae.

## Publication originale
- Kew Bulletin 49(3): 519. 1994. (22 Sep 1994)